# 议会 (基里巴斯)
基里巴斯议会（基里巴斯语：Maneaba ni Maungatabu）是基里巴斯的国家立法机关，实行一院制。由45名任期4年的议员组成，包括44名自23個单一席位选区和多席位选区選出的议员，以及1名来自斐济兰比岛的巴纳巴岛移民代表。
1979年到2016年，設有1名当然议员由检察总长擔任，但在修憲後检察总长改隸新設的司法部監督而取消此席次。